# Керлі (співачка)
Керлі Коів (англ. Kerli Kõiv; нар. 7 лютого 1987, Елва, Естонія) — естонська електронік-співачка, авторка-виконавиця, авторка пісень, музична продюсерка, ЛГБТ-активістка.

## Життєпис
Керлі Коів народилася 7 лютого 1987 у місті Елва в Естонії. Має молодшу сестру Елізу, яка також є музиканткою. В дитинстві протягом 8 років займалася бальними танцями, тренуючись по п'ять днів на тиждень.
В інтерв'ю Керлі зазначала, що має біполярний афективний розлад і намагалася вчинити самогубство у 17-річному віці через проблеми в сім'ї, які призводили до її депресії.

## Кар'єра
Народившись в Естонії, брала участь у багатьох співочих змаганнях, поки у 2006 не підписала контракт із музичним лейблом Island Records. У 2007 випустила дебютний мініальбом; у 2008 вийшов дебютний студійний альбом Love Is Dead. Платівка досягла 126 місця на чарті Billboard 200. Провідний сингл з платівки, «Walking on Air», зайшов до чартів багатьох країн та був частиною iTunes Store's Single of the Week із кількістю завантажень у понад 500,000 разів, що в той час було рекордною кількістю. У 2010 Керлі записала пісню «Tea Party», яка стала саундтреком фільму Аліса в Країні Чудес (2010); в цей період вона почала віддалятися від альтернативного року та переходити до електроніки та денс-поп, що стало помітно у її синглі 2010-го «Army of Love».

## Дискографія
Студійні альбоми
- Love Is Dead (2008)
- Shadow Works (2019)

Мініальбоми
- Kerli (2007)
- Utopia (2013)
- Deepest Roots (2016)[8]

## Нагороди та номінації
| Рік  | Номіновано       | Нагорода                                                               | Результат |
| ---- | ---------------- | ---------------------------------------------------------------------- | --------- |
| 2008 | Керлі            | MTV Europe Music Award for Best Baltic Act                             | Номінація |
| 2008 | «Walking on Air» | MTV Video Music Award for Best Pop Video (офіційно номінована не була) | Номінація |
| 2009 | «Walking on Air» | Raadio 2 Hit of the Year                                               | Перемога  |
| 2009 | «Walking on Air» | Estonian Music Award for Music Video of the Year                       | Перемога  |
| 2009 | Керлі            | Estonian Music Award for Pop Artist of the Year                        | Перемога  |
| 2009 | Керлі            | Estonian Music Award for Female Artist of the Year                     | Перемога  |
| 2009 | Love Is Dead     | Estonian Music Award for Album of the Year                             | Номінація |
| 2010 | Love Is Dead     | European Border Breakers Award                                         | Перемога  |
| 2010 | «Army of Love»   | Raadio 2 Hit of the Year                                               | Номінація |
| 2011 | «Army of Love»   | Estonian Music Award for Music Video of the Year                       | Перемога  |
| 2012 | «Zero Gravity»   | MP3 Music Award for The BNA Award                                      | Номінація |
| 2013 | «Zero Gravity»   | Estonian Music Award for Music Video of the Year                       | Перемога  |
| 2014 | Utopia           | Estonian Music Award for Best Female Album                             | Номінація |
| 2014 | Utopia           | Estonian Music Award for Best Pop Album                                | Номінація |
| 2017 | «Feral Hearts»   | Estonian Music Award for Music Video of the Year                       | Номінація |